# Второй Ахенский мир
Второй Ахенский мир — мирный договор, окончивший войну за австрийское наследство. Предварительный мирный договор между Францией и Великобританией с Нидерландами был заключён 30 апреля 1748 года, после чего 18 октября того же года был подписан этими державами окончательный мирный договор, к которому 28 октября присоединилась и Австрия. По этому миру были подтверждены как все прежние мирные договоры (Бреславльский, Дрезденский и др.), так и Прагматическая Санкция (1713). По этому договору Англия, Франция и Испания остались при тех владениях, которые у них были до войны, так как первые две державы обменяли захваченные друг у друга в ходе войны Луисбург (в Северной Америке) и Мадрас (на полуострове Индостан). Нидерланды вышли из этой войны вновь сильно ослабленными вследствие целого ряда неудач на суше.
Ахенский мирный конгресс послужил прелюдией к Дипломатической революции 1756 года.